# فريخيليانا
بلدية فَرْجَالة أو (نقحرة: فريخيليانا) (بالإسبانية: Frigiliana) هي بلدية تقع في مقاطعة مالقة التابعة لمنطقة أندلوسيا جنوب إسبانيا.

## الديموغرافيا
بلغ عدد سكان بلدية فرجالة 3.273 نسمة عام 2011 (وفقاً للمعهد الوطني الإسباني للإحصاء).
| 2.149 | 2.157 | 2.237 | 2.576 | 2.834 | 3.071 | 3.273 |